# Indicatif régional 561

Carte de l'État de la Floride avec les territoires de ses fuseaux horaires et de ses indicatifs régionaux.

L'indicatif régional 561 est l'un des multiples l'indicatifs téléphoniques régionaux de l'État de la Floride aux États-Unis. Il couvre le comté de Palm Beach situé au sud-est de l'État.
La carte ci-contre indique le territoire couvert par l'indicatif 561.
L'indicatif régional 561 fait partie du Plan de numérotation nord-américain.